# Area araba allargata di libero scambio
L'Area araba allargata di libero scambio  (o GAFTA, dall'inglese Greater Arab Free Trade Area; in arabo منطقة التجارة العربية الحرة الكبرى‎?, Manṭiqatu 't-tigāra 'l-ʿarabiyya al-ḥurra 'l-kubrā) è un'area di libero scambio panaraba formata da 18 dei 22 paesi appartenenti alla Lega araba ed è la seconda area di libero scambio più importante del mondo arabo dopo al Consiglio di Cooperazione del Golfo.
Il GAFTA è controllato e gestito dal Consiglio economico e sociale (ESC) della Lega araba.
I paesi aderenti al GAFTA hanno 280 milioni di abitanti e un prodotto interno lordo di 1.300 miliardi di dollari all'anno (al 2004).

## Storia
Al vertice arabo del 1996 al Cairo i capi degli Stati arabi decisero di riavviare il programma dell'Agreement to Facilitate and Develop Trade among Arab States (Accordo per agevolare e sviluppare il commercio tra gli Stati arabi) firmato a Tunisi il 27 febbraio del 1981, con l'obiettivo di creare un'area di libero scambio araba, con tariffe a zero, entro il 2007.
Per completare il processo, nel 1997 il Consiglio economico e sociale (ESC) ha approvato il programma e nello stesso anno, il Greater Arab Free Trade Area Agreement (Accordo per l'area araba allargata di libero scambio) è stato firmato da 14 degli stati membri della Lega Araba (Bahrein, Egitto, Iraq, Kuwait, Libano, Libia, Marocco, Oman, Qatar, Arabia Saudita, Sudan, Siria, Tunisia, ed Emirati Arabi Uniti).
Più tardi hanno aderito anche la Giordania, l'Autorità nazionale palestinese e lo Yemen  e nel 2009, l'Algeria è divenuta il diciottesimo stato membro del GAFTA, che è aperto anche ai restanti quattro paesi della Lega Araba: Comore, Gibuti, Mauritania e Somalia.
Inizialmente era prevista una riduzione delle tariffe del 10 per cento su base annua, per arrivare ad azzerarle in 10 anni, entro il 01/01/2007.
Tuttavia, nel marzo 2001, una decisione del ESC, basata su una raccomandazione del Vertice arabo del 2001 ad Amman, ha abbreviato il periodo di attuazione a 8 anni e già al 01/01/2005 era stata eliminata la maggior parte delle tariffe tra i membri del GAFTA.

## Membri

Schema dei vari partenariati tra i paesi della Lega Araba.

| - Algeria - Arabia Saudita - Bahrein - Egitto - Emirati Arabi Uniti - Giordania | - Iraq - Kuwait - Libano - Libia - Marocco - Oman | - Palestina - Qatar - Siria - Sudan - Tunisia - Yemen |

### Possibili futuri membri
| - Comore - Gibuti | - Mauritania - Somalia |